# Atribuição Filogenética de Linhagens de Surto Globais Nomeadas

Logótipo da pangolim

Atribuição filogenética de linhagens de surto globais nomeadas (em inglês:  Phylogenetic Assignment of Named Global Outbreak Lineages, sigla: pangolin) é uma ferramenta de software desenvolvida por membros do Rambaut Lab, e o aplicativo da web associado é desenvolvido pelo Centro de Vigilância de Patógenos Genómicos em South Cambridgeshire . O seu objectivo é implementar a nomenclatura dinâmica de linhagens SARS-CoV-2, conhecida como nomenclatura Pango. Ela permite que um utilizador atribua uma amostra de SARS-CoV-2 (o vírus que causa COVID-19 ) a uma linhagem Pango, comparando a sequência do genoma da amostra com outras sequências genómicas, e atribui a linhagem mais provável (linhagem Pango) para sequências de consulta SARS-CoV-2.
Conforme descrito em Andrew Rambaut et al. (2020), uma linhagem Pango é descrita como um agrupamento de sequências associadas a um evento epidemiológico, por exemplo, uma introdução do vírus numa área geográfica distinta com evidência de disseminação progressiva.